# Lijst van spelers van het Schotse voetbalelftal
Deze lijst van spelers van het Schots voetbalelftal geeft een overzicht van alle voetballers die minimaal dertig interlands achter hun naam hebben staan voor Schotland. Vetgedrukte spelers zijn in 2024 nog voor de nationale ploeg uitgekomen.

## Overzicht
- Bijgewerkt tot en met de EK-wedstrijd tegen  Hongarije op het EK 2024.

| Naam speler      | Debuut | Laatst | Interlands | Goals |
| ---------------- | ------ | ------ | ---------- | ----- |
| Kenny Dalglish   | 1972   | 1987   | 102        | 30    |
| Jim Leighton     | 1983   | 1999   | 91         | 0     |
| Darren Fletcher  | 2003   | 2017   | 80         | 5     |
| Alex McLeish     | 1980   | 1993   | 77         | 1     |
| Paul McStay      | 1984   | 1997   | 76         | 9     |
| Craig Gordon     | 2004   | 2022   | 75         | 0     |
| Andrew Robertson | 2014   | 2024   | 74         | 3     |
| Tom Boyd         | 1991   | 2001   | 72         | 1     |
| John McGinn      | 2016   | 2024   | 69         | 18    |
| Kenny Miller     | 2001   | 2013   | 69         | 18    |
| David Weir       | 1997   | 2010   | 69         | 1     |
| Christian Dailly | 1997   | 2008   | 67         | 5     |
| Willie Miller    | 1975   | 1990   | 65         | 1     |
| Callum McGregor  | 2017   | 2024   | 63         | 3     |
| Danny McGrain    | 1973   | 1982   | 62         | 0     |
| Richard Gough    | 1983   | 1993   | 61         | 6     |
| Ally McCoist     | 1986   | 1998   | 61         | 19    |
| John Collins     | 1988   | 2000   | 58         | 12    |
| Roy Aitken       | 1980   | 1992   | 57         | 1     |
| Gary McAllister  | 1990   | 1999   | 57         | 5     |
| Denis Law        | 1959   | 1974   | 55         | 30    |
| Maurice Malpas   | 1984   | 1993   | 55         | 0     |
| Scott Brown      | 2005   | 2017   | 55         | 4     |
| Billy Bremner    | 1965   | 1976   | 54         | 3     |
| Graeme Souness   | 1975   | 1986   | 54         | 4     |
| Kevin Gallacher  | 1988   | 2001   | 53         | 9     |
| Grant Hanley     | 2011   | 2024   | 53         | 2     |
| Alan Rough       | 1976   | 1986   | 53         | 0     |
| George Young     | 1947   | 1957   | 53         | 0     |
| Joe Jordan       | 1973   | 1982   | 52         | 11    |
| Scott McTominay  | 2018   | 2024   | 52         | 9     |
| Ryan Christie    | 2017   | 2024   | 52         | 6     |
| Steven Naismith  | 2007   | 2019   | 51         | 10    |
| Stuart Armstrong | 2017   | 2024   | 51         | 5     |
| Colin Hendry     | 1993   | 2001   | 51         | 3     |
| Asa Hartford     | 1972   | 1982   | 50         | 4     |
| Gordon Strachan  | 1980   | 1992   | 50         | 5     |
| Alan Hutton      | 2007   | 2016   | 50         | 0     |
| Bobby Evans      | 1949   | 1960   | 48         | 0     |
| James McFadden   | 2002   | 2010   | 48         | 13    |
| Gary Caldwell    | 2004   | 2013   | 48         | 2     |
| Shaun Maloney    | 2005   | 2016   | 47         | 7     |
| Kieran Tierney   | 2016   | 2024   | 47         | 1     |
| Gary Naysmith    | 2000   | 2011   | 47         | 1     |
| James Morrison   | 2008   | 2017   | 46         | 3     |
| Craig Burley     | 1995   | 2003   | 46         | 3     |
| David Marshall   | 2004   | 2021   | 46         | 0     |
| Barry Ferguson   | 1998   | 2009   | 45         | 3     |
| John Greig       | 1964   | 1976   | 44         | 3     |
| Charlie Mulgrew  | 2012   | 2019   | 44         | 3     |
| Gordon Durie     | 1988   | 1998   | 43         | 7     |
| Archie Gemmill   | 1971   | 1981   | 43         | 8     |
| Kenny McLean     | 2016   | 2024   | 42         | 2     |
| Andy Goram       | 1986   | 1998   | 42         | 0     |
| Allan McGregor   | 2007   | 2018   | 42         | 0     |
| Christophe Berra | 2008   | 2017   | 41         | 4     |
| Eric Caldow      | 1957   | 1963   | 40         | 4     |
| Paul Lambert     | 1995   | 2003   | 40         | 1     |
| Stuart McCall    | 1990   | 1998   | 40         | 1     |
| Stewart McKimmie | 1989   | 1996   | 40         | 1     |
| Graham Alexander | 2002   | 2009   | 38         | 0     |
| James Forrest    | 2011   | 2021   | 38         | 5     |
| Scott McKenna    | 2018   | 2023   | 38         | 1     |
| Sandy Jardine    | 1970   | 1979   | 38         | 1     |
| Mo Johnston      | 1984   | 1992   | 38         | 14    |
| Lawrie Reilly    | 1949   | 1957   | 38         | 22    |
| Lyndon Dykes     | 2020   | 2023   | 36         | 9     |
| Colin Calderwood | 1995   | 1999   | 36         | 1     |
| William Donachie | 1972   | 1978   | 35         | 0     |
| David Narey      | 1977   | 1989   | 35         | 1     |
| James Baxter     | 1960   | 1967   | 34         | 3     |
| Martin Buchan    | 1971   | 1978   | 34         | 0     |
| Stephen Fletcher | 2008   | 2018   | 33         | 10    |
| Jackie McNamara  | 1996   | 2005   | 33         | 0     |
| Francis Gray     | 1976   | 1983   | 32         | 1     |
| Steven Pressley  | 2000   | 2006   | 32         | 0     |
| James McArthur   | 2010   | 2017   | 32         | 4     |
| Bobby Collins    | 1951   | 1965   | 31         | 10    |
| Alan Morton      | 1920   | 1932   | 31         | 5     |
| Steven Whittaker | 2009   | 2016   | 31         | 0     |
| Gordon McQueen   | 1974   | 1981   | 30         | 5     |
| Billy Steel      | 1947   | 1953   | 30         | 12    |

SFA · A-internationals · Selecties · Bondscoaches · Statistieken · Schots vrouwenelftal · Brits olympisch elftal · Schotland U21 · Schotland U20 · Schotland U19 · Schotland U18 · Schotland U17 · Schotland U16 · Vrouwen U17
1872 – 1899 ·
1900 – 1919 ·
1920 – 1929 ·
1930 – 1939 ·
1940 – 1949 ·
1950 – 1959 ·
1960 – 1969 ·
1970 – 1979 ·
1980 – 1989 ·
1990 – 1999 ·
2000 – 2009 ·
2010 – 2019 ·
2020 − 2029
EK's: 1992 ·
1996 ·
2020 ·
2024
WK's: 1954 ·
1958 ·
1974 ·
1978 ·
1982 ·
1986 ·
1990 ·
1998
1872 ·
1873 ·
1874 ·
1875 ·
1876 ·
1877 ·
1878 ·
1878 ·
1879 ·
1880 ·
1881 ·
1882 ·
1883 ·
1884 ·
1885 ·
1886 ·
1887 ·
1888 ·
1889 ·
1890 ·
1891 ·
1892 ·
1893 ·
1894 ·
1895 ·
1896 ·
1897 ·
1898 ·
1899 ·
1900 ·
1901 ·
1902 ·
1903 ·
1904 ·
1905 ·
1906 ·
1907 ·
1908 ·
1909 ·
1910 ·
1911 ·
1912 ·
1913 ·
1914 ·
1915–1919 ·
1920 ·
1921 ·
1922 ·
1923 ·
1924 ·
1925 ·
1926 ·
1927 ·
1928 ·
1929 ·
1930 ·
1931 ·
1932 ·
1933 ·
1934 ·
1935 ·
1936 ·
1937 ·
1938 ·
1939 ·
1940–1945 ·
1946 ·
1947 ·
1948 ·
1949 ·
1950 ·
1951 ·
1952 ·
1953 ·
1954 ·
1955 ·
1956 ·
1957 ·
1958 ·
1959 ·
1960 ·
1960 ·
1961 ·
1962 ·
1963 ·
1964 ·
1965 ·
1966 ·
1967 ·
1968 ·
1969 ·
1970 ·
1971 ·
1972 ·
1973 ·
1974 ·
1975 ·
1976 ·
1977 ·
1978 ·
1979 ·
1980 ·
1981 ·
1982 ·
1983 ·
1984 ·
1985 ·
1986 ·
1987 ·
1988 ·
1989 ·
1990 ·
1991 ·
1992 ·
1993 ·
1994 ·
1995 ·
1996 ·
1997 ·
1998 ·
1999 ·
2000 ·
2001 ·
2002 ·
2003 ·
2004 ·
2005 ·
2006 ·
2007 ·
2008 ·
2009 ·
2010 ·
2011 ·
2012 ·
2013 ·
2014 · 
2015 · 
2016 · 
2017 ·
2018 ·
2019 ·
2020 ·
2021 ·
2022
Albanië ·
Argentinië · 
Armenië ·
Australië ·
België ·
Bosnië en Herzegovina ·
Brazilië ·
Bulgarije ·
Canada ·
Chili ·
Colombia ·
Congo-Kinshasa ·
Costa Rica ·
Cyprus ·
DDR ·
Denemarken ·
Duitsland ·
Ecuador ·
Egypte ·
Engeland ·
Estland ·
Faeröer ·
Finland ·
Frankrijk ·
Georgië ·
Gibraltar · 
GOS ·
Griekenland ·
Hongarije ·
Ierland ·
IJsland ·
Iran ·
Israël ·
Italië ·
Japan ·
Joegoslavië ·
Kazachstan ·
Kroatië ·
Letland ·
Liechtenstein ·
Litouwen ·
Luxemburg ·
Malta ·
Marokko ·
Mexico ·
Moldavië ·
Nederland ·
Nieuw-Zeeland ·
Nigeria · 
Noord-Ierland ·
Noord-Macedonië ·
Noorwegen ·
Oekraïne ·
Oostenrijk ·
Paraguay ·
Peru ·
Polen ·
Portugal ·
Qatar ·
Roemenië ·
Rusland ·
San Marino ·
Saoedi-Arabië ·
Servië ·
Slovenië ·
Slowakije · 
Sovjet-Unie ·
Spanje ·
Trinidad en Tobago · 
Tsjechië ·
Tsjecho-Slowakije ·
Turkije · 
Uruguay ·
Verenigde Staten ·
Wales ·
Wit-Rusland ·
Zuid-Afrika ·
Zuid-Korea ·
Zweden ·
Zwitserland
Engeland (2021) · 
Kroatië (2021) · 
Nieuw-Zeeland (1982) · 
Tsjechië (2021)